# Istoria Armeniei

## Perioada antichității timpurii
Pe teritoriul Armeniei, locuit din timpuri străvechi, s-au stabilit (în mileniul I î.Hr.) armenii, unul din cele mai vechi popoare din Asia Anterioara. Popor indo-european stabilit în Asia Mică la sfârșitul mileniului II - începutul mileniului I î.Hr., armenii ocupă prin infiltrare pașnica teritoriile regatului Urartu. În condițiile căderii puternicului stat sclavagist Urartu (sec. IX-VII î.Hr.) s-au pus bazele regatului armean, care la scurtă vreme a fost incorporat în Imperiul Ahemenizilor (sec. VI-III î.Hr.) și apoi, după cucerirea macedoneană, în cea a Seleucizilor (sec. III-II î.Hr.). Armenia a fost împarțita de Darius I în doua satrapii, formal păstrate ulterior: Armenia Major in est si Armenia Minor în vest. Deși cu populație majoritară armeana, Armenia Minor nu a avut o statalitate solidă, teritoriul ei făcând parte adesea din alte state, precum Cappadocia și Regatul Pontic.

## Antichitatea târzie

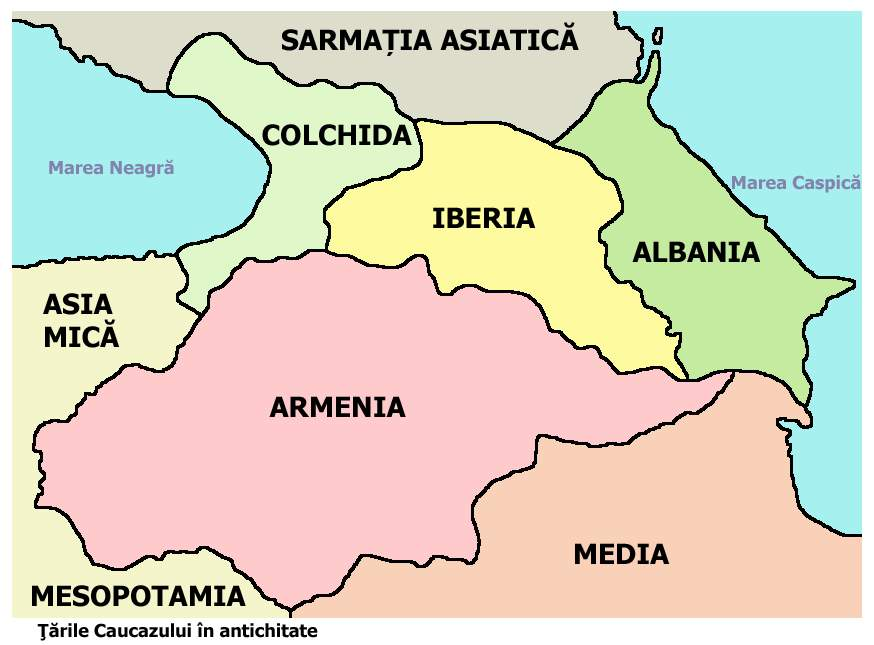

După înfrângerea Seleucizilor de către romani (189 î.Hr.), Artașes (Artaxias I) proclamă independența Armeniei Maior, își asumă titlul de rege și fondează o dinastie care îi va purta numele, în timpul căreia Regatul armean a atins apogeul puterii și expansiunii teritoriale, mai ales sub domnia regelui Tigran al II-lea cel Mare (95-55 î.Hr.).
Stat clientelar Romei din 66 î.Hr., Armenia devine un regat tampon între două mari puteri rivale. Începând din sec I î.Hr., Armenia a fost obiectul unei acerbe rivalități între Roma și Regatul parților. Războaiele care vor opune din sec. I î.Hr. până în sec. VII d.Hr. pe romani (apoi bizantini) parților (ulterior Sasanizilor) vor marca tragic existența poporului armean. În pofida tuturor vitregiilor, acesta îsi va păstra nealterată, timp de doua milenii, identitatea etnică, individualitatea limbii, cultura si religia, devenită creștină.
În sec. III-IV d.Hr. relațiile de tip feudal devin predominante. În anul 301 d.Hr. regele Tiridate III adoptă creștinismul, Armenia fiind primul stat al lumii în care acesta devine religie oficială. Pe fondul unor grave crize social-politice, în anul 387, Armenia Maior a fost împarțita printr-un tratat între Persia Sasanidă(80%) și Imperiul Roman(20%); pe o mare parte a teritoriului Armeniei s-a exercitat autoritatea Persiei.

## Evul Mediu
În anul 651, dupa prăbușirea Imperiului Persiei Sasanide, are loc prima invazie arabă în teritoriile armenești ale imperiului iar in deceniile care urmeaza, Armenia persană este cucerită de Califatul arab. În timpul dinastiei armene a Bagratizilor (885-1045), Armenia reușește sa-și redobândească independența, amenințată în continuare de tendințele expansioniste bizantine și islamice. Statalitatea armeană medievală este dominata de tendințele centrifuge ale marilor case feudale războinice armene, accentuate de relieful muntos și de clima aspră ce facea trecătorile montane practic inaccesibile pe timp de iarna. Țara sfarșeste prin a fi divizata în mai multe regate, prinse de multe ori de parți opuse ale numeroaselor conflicte ce tulbură Asia Mica și Caucazul. Aceste regate și principate devin pradă usoară mașinațiilor bizantine și invaziei hoardelor selgiucide din Asia Centrală.
După invazia turcilor selgiucizi dina doua jumătate a sec. XI, o parte a populației armene migrează în Cappadocia și în Cilicia. În aceasta din urmă, sub dinastia Rubenizilor ia ființă un nou stat feudal armean - Armenia Mica sau Armenia Maritima (1080-1375). Acesta este cucerit la sfârșitul sec. XIV de către mamelucii din Egipt și inclus apoi din 1508 în Imperiul Otoman.
Armenia Mare (din regiunea Anatoliei de est și a Caucazului) este pustiită de mongolii lui Ogodai în 1236, apoi de cei ai lui Tamerlan în 1385-87. În sec. XIV-XVIII, Armenia a devenit obiectul tendințelor expansioniste ale Imperiului Otoman și Persiei Safavide. În 1639 Armenia este definitiv împarțită: vestul țarii este incorporat Imperiului Otoman iar estul revine Persiei.

## Epoca modernă și contemporană
În urma razboiului ruso-persan (1826-1828), Armenia răsăriteană a fost anexată Rusiei. Prin pacea de la Turkmanceai (1828) care încheie războiul ruso-persan, orașul Erevan și teritoriul învecinat (cca 27 000 kmexponent) este anexat de Imperiul Țarist, care mai ocupă în urma războiului cu Imperiul Otoman de la 1877-78 și regiunile Batumi, Kars și Ardahan.
În teritoriul armean rămas sub stăpânire otomană, mișcarea de emancipare națională este reprimată sângeros. În a doua jumătate a sec. XIX, lupta populației creștine împotriva Imperiului Otoman s-a intensificat în întreg imperiul. Acesta a practicat, față de populația armeană creștina, o politică de exterminare în masă (1895-1896, 1909, 1915-1918), însoțită de un exod uriaș al marii majorități a supraviețuitorilor armeni din Armenia Apuseană. Îndeosebi în 1915/16, mai multe sute de mii de armeni (conform unor surse, pâna la 1.5 milioane) au fost victime ale masacrelor și deportarilor în masa.
După prăbușirea țarismului, Armenia de pe teritoriul rus face parte, alături de Georgia și Azerbaidjan, din efemera Republică Federativa Transcaucaziana (1917-18) proclamată la Tiflis (azi Tbilisi). În împrejurările evenimentelor revoluționare din Rusia (1917), puterea politică în Armenia rusă a fost preluată de partidul Dașnak (membri ai Federației Revoluționare Armene, partidul Dașnakțutiun). La 28 mai 1918, dupa victoria de la Sardarapat asupra trupelor otomane, Armenia își declară independența de stat, recunoscută ca atare de Tratatul internațional de pace de la Sevres (10 august 1920).
Spre finalul Primului Război Mondial în care a fost recunoscută drept beligerantă de partea Antantei, Armenia a fost pentru scurt timp ocupată de trupe turce și, mai târziu, britanice. Dupa sfârșitul Primului Razboi Mondial, Armenia a fost din nou atacată, relativ simultan, de Turcia Kemalistă și apoi de Armata Roșie (1920). La 29 noiembrie 1920 Armenia rasariteană a fost sovietizata și la 12 martie 1922 intra în componența Republicii Sovietice Federative Socialiste Transcaucaziene (pe scurt R.S.F.S.R). La 5 decembrie 1936 Armenia a intrat în cadrul U.R.S.S. ca R.S.S. Armeană, cu o suprafață substanțial redusă față de teritoriul istoric.

## Evoluții recente
Fiind una din cele 11 republici ale URSS, Armenia și-a recăpătat independența de stat ca urmare a procesului de autodizolvare a Uniunii Sovietice.
Pe fondul tensiunilor interetnice și al unor mari manifestații populare, în 1988, autoritățile guvernamentale armene revendica instituirea suveranității de stat asupra regiunii Nagorno-Karabah (creată în 1923 pe baze etnice dar inclusă în componența Azerbaidjanului), populată de armeni în proporție de 76%, procent în continuă scădere comparativ cu 1920. Respingerea acestei solicitari de unire de către Azerbaidjan și Sovietul Suprem al URSS are ca urmare deteriorarea rapidă a relațiilor dintre R.S.S. Armeană și R.S.S. Azerbaidjană și distanțarea Erevanului de Moscova.
La 7 decembrie 1988, în Armenia s-a produs un devastator cutremur de pământ, soldat cu zeci de mii de pierderi de vieți omenești și mari distrugeri de valori materiale. La 23 august 1990 Sovietul Suprem de la Erevan adoptă declarația de suveranitate a Armeniei și noua titulatură a statului - Republica Armenia. La 23 septembrie 1991, Parlamentul din Armenia, în urma unui referendum prin care 99.3% din votanți se pronunță pentru o Armenie independentă și democratică în afara granițelor URSS, a proclamat oficial independența de stat. La 21 decembrie 1991 primul președinte ales al noului stat armean Levon Ter-Petrosian semnează acordul de la Alma Ata privind aderarea la CSI.

## Karabahul de Munte
În 1992-93 ciocnirile sporadice din jurul enclavei Nagorno-Karabah se transformă într-un război nedeclarat armeano-azer care nu a putut fi oprit de medierile Rusiei, Iranului, ale CSCE și ONU. Începând cu luna mai 1992 detașamentele armene de auto-apărare, din ce în ce mai bine organizate au avut inițiativa în acest conflict deschis. Ele elibereaza teritoriul fostei enclave, stabilind o linie de contact cu Armenia propriu-zisă și creeaza un cordon de securitate în jurul acestor teritorii prin ocuparea a încă 14% din teritoriul recunoscut anterior ca fiind al Azerbaidjanului (Karabahul de Câmpie). Teritoriile ocupate de militarii din Nagorno-Karabah cu sprijinul Armeniei totalizează în prezent 20% din teritoriul inițial al fostei RSS Azerbaidjene.